# Utkîne, Perevalsk
Utkîne (în ucraineană Уткине) este un sat în așezarea urbană Seleznivka din raionul Perevalsk, regiunea Luhansk, Ucraina.

## Demografie
Componența lingvistică a localității Utkîne
     Ucraineană (64,32%)
     Rusă (35,68%)
Conform recensământului din 2001, majoritatea populației localității Utkîne era vorbitoare de ucraineană (64,32%), existând în minoritate și vorbitori de rusă (35,68%).